# National Association of Underwater Instructors
National Association of Underwater Instructors (NAUI) is een van oorsprong Amerikaanse duiksportorganisatie.
NAUI is de oudste en op een na grootste sportduikorganisatie ter wereld. NAUI is in 1959 opgericht door Albert Tillman en Neal Hess als een 'not-for-profit' vereniging met als motto 'Dive Safety Through Education'. NAUI is naast sportduiken ook actief op het gebied van het technisch duiken. NAUI is sinds mei 2007 officieel CE en ISO gecertificeerd, zowel op de 3 sportduiker niveaus als op de 2 instructor niveaus.